# Renan Luce
Renan Luce (5 de marzo de 1980) es un cantautor francés, oriundo de la ciudad de París.

## Biografía
Renan Luce nació el 5 de marzo de 1980 en París, pero vivió toda su infancia y adolescencia en Bretaña. Comenzó su incursión en la música al participar con sus hermanos Damián y Claire en un coro y, posteriormente, comenzó a estudiar piano clásico con su hermano Damián en el conservatorio de Brest y Saint-Brieuc. Después cambiaría al piano por el saxofón, y con la guitarra aprendió a crear sus primeras canciones.
Después de dos años de clases preparatorias en Rennes (en el Lycée Saint-Vincent), en la que se presentó en algunos bares y festivales (la primera parte de Matmatah), fue admitido en la Toulouse Business School. Entre sus estudios, compuso y grabó dos temas que fueron incluidos en un disco benéfico para ayudar a una escuela en Madagascar.
Después de tres años de estudios en Toulouse, se trasladó a París y rápidamente decidió dedicarse exclusivamente a la música. Rápidamente se reúne su editor Olivier Lefebvre (Universal Publishing) y su gerente Jeff Ingeniería, y comienza durante varios meses a realizar  conciertos en un teatro en París. Y así el 2005 firma su primer contrato discográfico con el sello Barclay.
Muchos festivales le dieron la oportunidad de darse a conocer cuando aún no era conocido, y el cantante Bénabar lo invitó a formar parte de su gira de Zenith. También fue telonero de diversos artistas, como Maxime Le Forestier, Clarika, Jeanne Cherhal, y Thomas Fersen.
Su primer álbum, titulado Repenti y producido por Jean-Louis Pierot, fue lanzado en septiembre de 2006. El álbum fue certificado platino en diciembre de 2007, con más de 250 mil copias vendidas. Hacia abril del 2008, el álbum superó el medio millón de copias, así como también el disco de oro en Bélgica. Este año también recibe dos Victoires de la Musique 2008 en las categorías "Álbum del Año" y "Revelación del Año en escena".
Su segundo álbum, titulado Le Clan Des Miros, espera ser lanzado en octubre del 2009. El 1 de junio en el sitio oficial del artista publica lo que será el primer sencillo del álbum, La Fille De La Bande.

## Vida personal
En 2009 se casa con Lolita Séchan, escritora de libros infantiles y cómics. Tiene una hija en común. la pareja se separa en 2016.

## Discografía
- 2006 - Repenti
- 2009 - Le Clan Des Miros